# Ervin Zorrilla
Ervin Zorrilla (Ciudad de Panamá, Panamá; 14 de mayo de 1996) es un futbolista panameño que juega como delantero en Manta Fútbol Club de la Serie A de Ecuador.

## Trayectoria

### Tauro FC
Se formó en las categorías inferiores del Tauro FC disputando varios torneos juveniles y su debut profesional en la Primera División de Panamá fue el 11 de noviembre de 2012 en la derrota 1 a 4 contra el San Francisco FC en el Estadio Rommel Fernández en donde fue suplente y entró al minuto 66 por Héctor Peñaloza. En la LPF Apertura 2012 jugó 1 partido en donde quedaron en la sexta posición. En la LPF Clausura 2013 jugó 1 partido llegando hasta las semifinales en donde fueron eliminados en un global de 3 a 2 contra el Sporting SM en donde no estuvo convocado. Salió campeón de la LPF Apertura 2013 en donde le ganaron la final 1 a 0 contra el San Francisco FC en el Estadio Rommel Fernández en donde no estuvo convocado pero obtuvo el tituló porque estuvo en la banca en 2 partidos. En la LPF Clausura 2014 jugó 4 partidos en donde quedaron en la octava posición. En la Liga de Campeones de la Concacaf 2014-15 jugó 2 partidos quedando eliminados en la fase de grupos y en la LPF Apertura 2014 jugó 8 partidos y anotó 1 gol llegando hasta la semifinales en donde fueron eliminados por 4 a 3 por penales en un global de 2 a 2 contra el Sporting SM.

### San Francisco FC
El 1 de enero de 2015 fue anunciado como nuevo jugador del San Francisco FC. Debutó con el club el 31 de enero de 2015 en la victoria 4 a 1 contra el Alianza FC en el Estadio Agustín Muquita Sánchez en donde fue titular y jugó hasta el minuto 66. En la LPF Clausura 2015 jugó 7 partidos y anotó 1 gol en donde quedaron en la quinta posición, en la Liga de Campeones de la Concacaf 2015-16 jugó 3 partidos y anotó 2 goles quedando eliminado en las fase de grupos, en la LPF Apertura 2015 jugó 14 partidos y anotó 1 gol en donde quedaron en la octava posición, en la LPF Clausura 2016 jugó 16 partidos y anotó 1 gol en donde quedaron en la novena posición y en la LPF Apertura 2016 jugó 9 partidos en donde quedó en la sexta posición.

### SD Atlético Nacional
El 13 de enero de 2017 fue anunciado como nuevo jugador del SD Atlético Nacional. Debutó con el club el 15 de enero de 2017 en la derrota 3 a 1 contra el Santa Gema FC en el Estadio Agustín Muquita Sánchez en donde fue suplente y entró al minuto 46 por Edgardo Panezo. En la LPF Clausura 2017 jugó 9 partidos en donde quedó de ultimó y descendió con el club.

### CD Plaza Amador
El 25 de julio de 2017 fue anunciado como nuevo jugador del CD Plaza Amador. Debutó con el club en la Primera División de Panamá el 5 de agosto de 2017 en la victoria 0 a 1 contra el Santa Gema FC en el  Estadio Agustín Muquita Sánchez en donde fue suplente y entró al minutó 71 por Jorge Carrasquilla. En la Liga Concacaf 2017 jugó 4 partidos y anotó 1 gol en donde quedaron eliminado en las semifinales ante el Club Deportivo Olimpia en un global de 8 a 2. En la LPF Apertura 2017 jugó 10 partidos llegando hasta las semifinales en donde fueron eliminados 5 a 4 por penales en un global de 1 a 1 contra el CD Árabe Unido.

### San Francisco FC
El 1 de enero de 2018 fue anunciado su regreso al San Francisco FC. Disputó su primer partido tras su regresó el 13 de enero de 2018 en la derrota 2 a 1 contra el Alianza FC en el Estadio Luis Ernesto Cascarita Tapia en donde fue titular y jugó hasta el minuto 56. En la LPF Clausura 2018 jugó 8 partidos y anotó 1 gol llegando hasta las semifinales en donde fueron eliminados en un global de 3 a 2 contra el CA Independiente. En el Torneo Apertura 2018 jugó 13 partidos y anotó 2 goles llegando nuevamente hasta las semifinales esta vez fueron eliminados por el Costa del Este FC en un global de 4 a 3. Quedó subcampeón del Torneo Clausura 2019 en donde perdieron la final por penales 4 a 1 en donde el partido terminó en tiempos extras 1 a 1 contra el CA Independiente en el Estadio Rommel Fernández, en dicho torneo jugó 4 partidos. En la Liga Concacaf 2019 jugó 1 partido quedando eliminados en la Ronda preliminar ante el Alianza FC en un global de 5 a 2. En el Torneo Apertura 2019 jugó 12 partidos y anotó 3 goles llegando hasta los repechajes en donde fueron eliminados 0 a 1 contra el CD Plaza Amador en el Estadio Agustín Muquita Sánchez, en el Torneo Apertura 2020 sólo jugó 8 partidos por que dicho torneo se canceló por el COVID 19, en la Liga Concacaf 2020 estuvo en la banca en donde fueron eliminado en los octavos de final 0 a 1 ante la LD Alajuelense, fue subcampeón del Torneo Clausura 2020 en donde perdieron la final 1 a 3 contra el CA Independiente en el Estadio Agustín Muquita Sánchez en donde no estuvo convocado, en dicho torneo jugó 3 partidos.

### Veraguas CD
El 17 de febrero de 2021 fue anunciado como nuevo jugador del Veraguas CD. Debutó con el club el 21 de febrero de 2021 en la derrota 1 a 5 contra el Club Deportivo Universitario en el Estadio de Atalaya en donde fue suplente y entró al minuto 46 por Josué Reluz. En el Torneo Apertura 2021 jugó 19 partidos y anotó 5 goles llegando hasta las semifinales en donde fueron eliminados en un global de 0 a 2 contra el Club Deportivo Universitario. En el Torneo Clausura 2021 jugó 19 partidos y anotó 2 goles llegando nuevamente hasta las semifinales esta vez fueron eliminados por el Herrera FC en un global de 2 a 1.

### Potros del Este
El 1 de enero de 2022 fue anunciado como jugador de los Potros del Este. Debutó con el club el 5 de febrero de 2022 en la derrota 4 a 3 contra el CD Plaza Amador en el Estadio Rommel Fernández siendo titular y anotando el segundo gol de su equipo al minutó 75. En el Torneo Apertura 2022 jugó 16 partidos y anotó 1 gol en donde quedaron en la quinta posición de la conferencia este, en el Torneo Clausura 2022 jugó 16 partidos y anotó 2 goles en donde quedaron de ultimó en la conferencia este, en el Torneo Apertura 2023 solo jugó 3 partidos y anotó 1 gol porque a mediado de febrero fue anunciado en nuevo club.

### Estudiantes de Mérida
El 7 de febrero de 2023 fue anunciado como nuevo jugador de los Estudiantes de Mérida. Debutó con el club en el 12 de febrero de 2023 en la Primera División de Venezuela en la derrota 1 a 3 contra la Academia Puerto Cabello en el Estadio Metropolitano de Mérida en donde fue titular y jugó hasta el minuto 80. En la Copa Sudamericana 2023 jugó 7 partidos y anotó 1 gol quedando eliminado en las fase de grupos. En la Primera División de Venezuela 2023 jugó 26 partidos y anotó 9 goles quedando en la novena posición.

### Metropolitanos FC
El 30 de noviembre de 2023 fue anunciado como nuevo jugador de los Metropolitanos FC. Debutó con el club el 12 de febrero de 2024 en la derrota 3 a 0 contra la UCV FC en el Estadio Olímpico de la Universidad Central de Venezuela en donde fue suplente y entró al minuto 59 por Anthony Graterol.

## Selección nacional

### Categorías inferiores
Fue convocado por la selección sub-17 de Panamá para disputar el Campeonato Sub-17 de la Concacaf de 2013 en donde fue subcampeón y jugó 5 partidos y anotó 3 goles y en la Copa Mundial de Fútbol Sub-17 de 2013 jugó 3 partidos y anotó 1 gol quedando eliminado en la fase de grupos. Fue convocado por la selección sub-20 de Panamá disputar el Campeonato Sub-20 de la Concacaf de 2015 en donde fue subcampeón y jugó 6 partidos y anotó 1 gol y en la Copa Mundial de Fútbol Sub-20 de 2015 en donde jugó 3 partidos y quedó eliminado en la fase de grupos.

### Participaciones en selecciones menores
| Copa                     | Sede                   | Resultado      | Partidos | Goles |
| ------------------------ | ---------------------- | -------------- | -------- | ----- |
| Campeonato Sub-17 2013   | Panamá                 | Subcampeón     | 5        | 3     |
| Copa Mundial Sub-17 2013 | Emiratos Árabes Unidos | Fase de grupos | 3        | 0     |
| Campeonato Sub-20 2015   | Jamaica                | Subcampeón     | 6        | 1     |
| Copa Mundial Sub-20 2015 | Nueva Zelanda          | Fase de grupos | 3        | 0     |

## Clubes
| Club                  | País      | Año       |
| --------------------- | --------- | --------- |
| Tauro Fútbol Club     | Panamá    | 2012-2014 |
| San Francisco FC      | Panamá    | 2015-2016 |
| SD Atlético Nacional  | Panamá    | 2017      |
| CD Plaza Amador       | Panamá    | 2017      |
| San Francisco FC      | Panamá    | 2018-2020 |
| Veraguas CD           | Panamá    | 2021      |
| Potros del Este       | Panamá    | 2022      |
| Estudiantes de Mérida | Venezuela | 2023      |
| Metropolitanos FC     | Venezuela | 2024      |
| Manta F. C.           | Ecuador   | 2025-act. |

## Palmarés

### Torneos nacionales
| Título        | Club  | País   | Año  |
| ------------- | ----- | ------ | ---- |
| Liga Panameña | Tauro | Panamá | 2013 |